# Ekonomiåret 1914

## Händelser
- 5 januari - Ford Motor Company inför åtta timmars arbetsdag och en minimilön på fem amerikanska dollar per dag.[1]

## Bildade företag
- Haglöfs
- Kuusakoski

## Avlidna
- 27 augusti - Eugen von Böhm-Bawerk, österrikisk nationalekonom.